# Rollhof / Reifenhof

Der Rollhof. Ausschnitt aus einer Karte des Zehntbezirks von St. Katharina, 1582 (StadtA SHA 5-2016)

Der Rollhof. Ausschnitt aus einer Karte des Zehntbezirks von St. Katharina, 1582 (StadtA SHA 5/2016)

Der Rollhof in Schwäbisch Hall. Ausschnitt aus einer Karte

Der Rollhof. Auf einer Schützenscheibe von 1829 (StadtA SHA FS 01909)

Rollhof / Reifenhof ist ein Stadtteil von Schwäbisch Hall und hat 3.323 Einwohner (Stand 30. Juni 2022). Der Stadtteil setzt sich aus der Rollhofsiedlung, Alter Rollhof, Bahnhof, Reifenhof sowie dem Sonnenhof zusammen.

## Ausstattung
- Grundschule Rollhof, Im Vogelsang 51
- Neuapostolische Kirche, Egerländerweg 3

## Alter Rollhof
Die Herkunft des Namens Rollhof ist nicht geklärt. Der Flurname in der Roll in Umgebung von Schwäbisch Hall besteht. Der Rollhof ist schon seit 1575 belegt: „ihren Hoff, denn Rollhoff genandt, oben ahn Haimb[acher] Staigen unnd an die Gaißklinge stossenndt.“ Der Rollhof war nach Gottwollshausen  eingepfarrt: 1694: „Rollhoff. Diser Hoff ligt auch ganz allein nechst der Statt, gleich dem Reiffenhoff, und ist auch nach Gottwoltshaußen eingepfarrt.“

## Reifenhof
Der Reifenhof ist schon seit 1694 belegt und war wie der Rollhof nach Gottwollshausen eingepfarrt: „Reiffenhoff. ist ein einiger Hoff, nechst der Statt ligend, pur Hällisch und nach Gottwoltshaußen eingepfarrt“.